# Сборная ГДР по футболу
Сборная ГДР по футболу (нем. Fußballnationalmannschaft der DDR) — представляла Германскую Демократическую Республику на международных футбольных турнирах и в товарищеских матчах с 1952 по 1990 год.
Вплоть до роспуска команды вследствие объединения Германии в 1990 году национальная команда ГДР провела 293 международных матча (138 побед, 69 ничьих и 86 поражений; разница мячей — 501—345).

## История
В 1974 году команда ГДР единственный раз за свою историю выступала на финальном турнире чемпионата мира, который проходил на территории соседней Западной Германии. В 1-м раунде команды ГДР и ФРГ оказались в одной группе. Матч между командой ГДР и будущим чемпионом мира, состоявшийся 22 июня 1974 года, завершился победой ГДР (единственный гол забил Юрген Шпарвассер). Это был единственный официальный матч между двумя германскими сборными в рамках чемпионатов мира и Европы. В отборочном цикле чемпионата Европы 1992 года при жеребьёвке обе сборные оказались в одной группе, но ещё до того, как сборная ГДР успела сыграть свой первый матч с Бельгией, было принято решение об объединении Германии. Этот матч состоялся 12 сентября 1990 года в Брюсселе в качестве товарищеского и стал последним в истории сборной ГДР. ГДР победила со счётом 2:0, оба последних мяча сборной забил Маттиас Заммер. Запланированный на 14 ноября матч в Лейпциге между ГДР и ФРГ также предполагалось провести в качестве товарищеского, ознаменовывавшего объединение страны и сборной, но эта игра была отменена из-за угрозы беспорядков на стадионе.
В финальную часть чемпионатов Европы сборная ГДР ни разу не выходила.
На Олимпийских играх команда выступала значительно успешней благодаря тому факту, что социалистические страны до 1984 года имели возможность использовать своих сильнейших игроков, которые были формально любителями, в то время как западные страны вынуждены были ограничиваться более слабыми составами, так как лучшие игроки были профессионалами. В связи с этим, они не допускались на Олимпиаду. После падения Берлинской стены, медали ГДР были унаследованы объединённой сборной.

## Достижения
- Чемпионы Олимпийских игр: 1976
- Серебряные призёры Олимпиады: 1980
- Бронзовые призёры Олимпиады: 1964, 1972
- Чемпионы Малого Кубка мира: 1975